# Euthalia joloana
Euthalia joloana är en fjärilsart som beskrevs av Otto Staudinger. Euthalia joloana ingår i släktet Euthalia och familjen praktfjärilar. Inga underarter finns listade i Catalogue of Life.